# Яковенко, Александр Александрович
Александр Александрович Яковенко (укр. Олександр Олександрович Яковенко; род. 15 августа 1979, Киев, Украинская ССР, СССР) — украинский хоккеист, центральный нападающий киевского клуба «АТЭК».

## Карьера
Выступал за сборную Украины до 18 лет на чемпионатах Европы 1995, 1996 и 1997 годов, молодёжных чемпионатах мира 1996, 1997 и 1999 годов. В составе основной сборной играл на чемпионате мира в группе А в 2000 году и в первом дивизионе в 2012 году. Провёл всего 44 матча (3 гола, 5 голевых передач).

## Достижения
- Восточно-европейская хоккейная лига
  - Чемпион: 2000 («Беркут» Киев)
  - Серебряный призёр: 1997 («Сокол» Киев)
- Чемпионат Украины:
  - Чемпион: 2000 («Беркут» Киев), 2006, 2008, 2009, 2010 («Сокол» Киев), 2015 («АТЭК» Киев)
  - Серебряный призёр: 1999 («Беркут» Киев), 2011, 2012 («Сокол» Киев), 2014 («Белый Барс» Белая Церковь)
  - Бронзовый призёр: 2013 («Сокол» Киев)
- Победитель Кубка Украины: 2007 («Сокол» Киев)